# シュウ酸
シュウ酸（シュウさん、蓚酸、英: oxalic acid）は、構造式 HOOC–COOH で表される、もっとも単純なジカルボン酸。二つのカルボキシ基を背中合わせに結合した分子である。IUPAC命名法ではエタン二酸(「二」はカタカナの「ニ」ではなく漢数字の「二」) (ethanedioic acid)。1776年、カール・ヴィルヘルム・シェーレがカタバミ（oxalis）から初めて単離したことから命名された。
植物に多く含まれ、和名の由来になっている。漢字の「蓚」はタデ科のスイバを意味し、また中国語でも植物由来の「草酸」と呼ぶ。
カルシウムイオンと強く結合する性質（劇性）があり、体内に入るとアシドーシスに傾いた血液中でカルシウムと結合して結石などを生じる。このため、日本においては毒物及び劇物取締法によって劇物（毒物ではない）に指定されている。
還元性があるため、滴定によく使われる。また、染料原料や漂白剤としても用いられる。

## 製法
工業的には、木片をアルカリ処理したのち、抽出することで得られる。実験的には、ギ酸ナトリウムを加熱分解して生成するシュウ酸ナトリウムを、水酸化カルシウムによってシュウ酸カルシウムとして単離し、これを硫酸で分解することで得られる。
{\displaystyle {\ce {2 HCOONa ->[\Delta] (COO)2Na2 + H2}}}
{\displaystyle {\ce {(COO)2Na2 + Ca(OH)2 -> (COO)2Ca + 2 NaOH}}}
{\displaystyle {\ce {(COO)2Ca + H2SO4 -> (COOH)2 + CaSO4}}}
エチレングリコールおよびグリオキサールを二クロム酸カリウムなどで酸化しても生成する。それに関連してこれらの化合物は体中で代謝によりシュウ酸を生成する。

## 化学的性質
無水物は常温常圧で無色の固体で、189.5 ℃ で分解し、ギ酸、二酸化炭素を生じる。
{\displaystyle {\ce {(COOH)2 -> HCOOH + CO2}}}
硫酸を混合するなど条件を工夫すると先程の二酸化炭素に加え、生じたギ酸が分解され水及び一酸化炭素を放出する。
{\displaystyle {\ce {(COOH)2 -> H2O + CO + CO2}}}
吸湿性を持ち、湿気を含んだ空気中に放置すると二水和物となる。水溶液からも二水和物が析出し、二水和物を五酸化二リンを入れたデシケーター中に入れるか、100 ℃ に加熱することにより結晶水を失い無水物となる。

### 酸としての性質
カルボキシ基を持つため水溶液中では電離して2価の酸として作用を示す。日本の高等学校の教科書では弱酸として分類されているが、実際にはカルボン酸としてはかなり強い酸であり、酸強度はリン酸などよりも強く酸解離定数はスクアリン酸に近い。第一段階の電離度は 0.1 mol dm-3 の水溶液では 0.6 程度とかなり大きい。
{\displaystyle {\ce {{H2C2O4(aq)}+H2O(l)<=>{H3O^{+}(aq)}+{HC2O4^{-}}(aq)}}},     {\displaystyle {\mbox{p}}K_{a1}=1.27\,}
{\displaystyle {\ce {{HC2O4^{-}(aq)}+H2O(l)<=>{H3O^{+}(aq)}+C2O4^{2-}(aq)}}},     {\displaystyle {\mbox{p}}K_{a2}=4.27\,}
純粋なものが得やすく秤量しやすい固体であるため、分析化学においてシュウ酸は中和滴定の一次標準物質として用いられる。
水溶液中における酸解離に対する熱力学的諸量は以下の通りである。
|          | {\displaystyle {\mathit {\Delta }}H^{\circ }} | {\displaystyle {\mathit {\Delta }}G^{\circ }} | {\displaystyle {\mathit {\Delta }}S^{\circ }} | {\displaystyle {\mathit {\Delta }}Cp^{\circ }} |
| -------- | --------------------------------------------- | --------------------------------------------- | --------------------------------------------- | ---------------------------------------------- |
| 第一解離 | -4.27 kJ mol-1                                | 7.24 kJ mol-1                                 | -38.5 J mol-1K-1                              | -                                              |
| 第二解離 | -6.57 kJ-1mol-1                               | 24.35 kJ mol-1                                | -103.8 J mol-1K-1                             | -238 J mol-1K-1                                |

### 還元剤としての性質
シュウ酸は還元剤としてはたらき、分析化学において酸化還元滴定における一次標準物質としても用いられる。その標準酸化還元電位は以下の通りである。
{\displaystyle {\ce {2CO2(g) + 2H^+(aq) + 2e^- = H2C2O4(aq)}}},     {\displaystyle E^{\circ }=-0.475{\mbox{V}}}
酸性水溶液中における過マンガン酸カリウムとの反応は以下のようになる。
{\displaystyle {\ce {{5H2C2O4}+{2MnO4^{-}}+6H^{+}->{10CO2}+{2Mn^{2+}}+8H2O}}}

## シュウ酸イオン
シュウ酸の第一段階解離により生成するシュウ酸水素イオン (hydrogenoxalate, HC2O−
4、H(COO)−
2) は1価の陰イオンであり、第二段階解離により生成するシュウ酸イオン (oxalate, C2O2−
4、(COO)2−
2) は2価の陰イオンである。シュウ酸イオンは平面型で炭素-炭素間は単結合、炭素-酸素間は共鳴し単結合および二重結合の中間的な性格を持つ。

## シュウ酸塩
シュウ酸イオンを含むイオン結晶である正塩、シュウ酸塩 (oxalate) と、シュウ酸水素イオンを含む酸性塩であるシュウ酸水素塩 (hydrogenoxalate) が存在する。正塩はアルカリ金属塩およびアンモニウム塩、アルミニウム塩および鉄(III)塩は水に可溶性であるが、アルカリ土類金属塩を始めとする多くのものが難溶性である。鉄(III)塩の水溶液は徐々に分解しシュウ酸鉄(II) FeC2O4 を析出し、銀塩は加熱により爆発的に分解する。
- シュウ酸アンモニウム ({\displaystyle {\ce {(NH4)2C2O4}}})
- シュウ酸ナトリウム ({\displaystyle {\ce {Na2C2O4}}})
- シュウ酸カルシウム ({\displaystyle {\ce {CaC2O4}}})
- シュウ酸鉄 ({\displaystyle {\ce {FeC2O4}}}, {\displaystyle {\ce {Fe2(C2O4)3}}})

## シュウ酸エステル
シュウ酸とアルコールが脱水縮合した構造を持つエステルをシュウ酸エステルと呼び、(COOR)2 の構造を持つ。シュウ酸ジメチルは融点 54 ℃ の固体で水に可溶性であるが、シュウ酸ジエチルは融点 -40.6 ℃ の液体で、水に難溶性である。シュウ酸とアルコールの混合物を濃硫酸と加熱することにより合成する。
- シュウ酸ジメチル
- シュウ酸ジエチル
- シュウ酸ジフェニル

## オキサラト錯体
シュウ酸イオンは主に二箇所の酸素原子で金属イオンに配位結合を形成し、オキサラト錯体 (oxalato) を形成する。配位子としてのシュウ酸イオン C2O2−
4 は ox と略す。コバルト(III)に配位したものを始めとして多くの遷移金属錯体が存在する。
- オキサラトテトラアンミンコバルト(III)塩化物 ({\displaystyle {\ce {[Co(ox)(NH3)4]Cl}}})
- トリスオキサラト鉄(III)酸ナトリウム ({\displaystyle {\ce {Na3[Fe(ox)3]}}})
- オキサリプラチン ({\displaystyle {\ce {[Pt(ox)(C6H10(NH2)2)]}}})

## 植物中のシュウ酸
シュウ酸は、植物に多く含まれる。タデ科（スイバ、ギシギシ、イタドリなど）、カタバミ科、アカザ科（アカザ、ホウレンソウなど）の植物には水溶性シュウ酸塩（シュウ酸水素ナトリウムなど）が含まれ、サトイモ科（サトイモ、ザゼンソウ、マムシグサなど）の植物には不溶性シュウ酸塩（シュウ酸カルシウムなど）が含まれる。
ヤマノイモ科の植物の根菜から作るとろろが肌に付くと痒みを生じるのは、シュウ酸カルシウムの針状結晶が肌に刺さって刺激を受けるからである。

## 摂取
シュウ酸は一部の野菜に含まれている。100g中の含有量は、ホウレンソウで1,339mg、ショウガ239mg、パセリ177mg、水煮タケノコ174mgであった。ゴマ種子（多くは種皮部分にシュウ酸カルシウムとして固定）やココアなどは比較的シュウ酸が多い（洗いゴマ種子全C2O41,750mg・遊離C2O4350mg、ココア約700mg）。また、茶にもシュウ酸が含まれており、乾燥茶葉100g中の含有量は、玉露（上級）1,290mg、煎茶（上級）820mg、番茶740mg、ほうじ茶770mgであった。一方、コーヒーのシュウ酸含有量はコーヒー豆100g中10-15mg程度である。
過剰なシュウ酸摂取は一部の結石の原因になるとも考えられている。水溶性のシュウ酸の除去には調理で茹でることで減少させることが可能。また、カルシウムを同時に摂取するとシュウ酸がカルシウムと腸内で結合しシュウ酸塩となり体内に吸収されにくくなる。
血液中ではシュウ酸はカルシウムとシュウ酸塩を形成して生体が利用可能なカルシウムの量を減らすことから、クエン酸と同じくカルシウムがないと反応が進まない血液の凝集凝固作用を阻害する。
2015年にはフィリピンのマニラでミルクティーにシュウ酸が盛られ、店主と客一人が死亡する事件が発生した。
シュウ酸は少量ではあるが気化、エアロゾル化をする性質があるので、知らないうちに呼吸経由や肌経由で体内にシュウ酸を取り込んでいる場合がある事には注意を要する。

## 分解
枯草菌、エノキタケ、コウジカビ（アスペルギルス属）、シュードモナス属、ペニシリウム属、ストレプトコッカス・ミュータンス、などはシュウ酸デカルボキシラーゼを持ち、シュウ酸を分解して二酸化炭素とギ酸にする事が出来る。